# Жан Моне
Жан Монѐ (пълно име на френски: Jean Omer Marie Gabriel Monnet) е френски предприемач и държавник. Смятан е за един от бащите на Европейските общности.

## Биография
Роден е на 9 ноември 1888 г. в Коняк – прочутата област на Франция, където се произвежда едноименното питие.
Както повечето селяни в областта, бащата на Жан Моне – Жан-Габриел, обработва лозя и произвежда коняк с марката на своята семейна фирма „J. G. Monnet & Co“. Майката на Жан Моне – Мария Демел, е дъщеря на главния технолог на „Енеси Коняк“.
През 1897 г. Жан-Габриел Моне става председател на местния кооператив на производителите на коняк и прави икономическа кариера, като започва да изнася продукция в чужбина, включително в САЩ. Заради семейния бизнес в Америка 18-годишният Жан е изпратен в САЩ. Страната оказва потресаващо влияние върху младия и буден французин – до такава степен, че 30 години по-късно той решава да постави Европа на пътя към създаване на Съединени европейски щати.
Преди да навлезе в политиката, живее в Лондон и Северна Америка. Неговата политическа кариера започва по време на Първата световна война. В периода 1914 – 1918 г. той е финансов съветник на Антантата относно доставките за провеждането на военните операции. От 1919 г. до 1923 г. Моне е заместник генерален секретар на Обществото на народите.
През Втората световна война е икономически съветник на правителствата на САЩ, Франция и Великобритания, а впоследствие става член на временното френско правителство. Навлизайки в политиката, Моне се нарежда сред основните поддръжници на обединяването на западноевропейската тежка промишленост и става главен архитект на редица планове и проекти за постигането на тази цел:
- автор е на Плана Моне (1947), имащ за основна цел възстановяването на икономиката на следвоенна Франция, което е зависело единствено от възстановяването на общоевропейската икономика;
- 3 години по-късно предлага на тогавашния външен министър на Франция Робер Шуман да се изгради съвместен френско-германски съюз по производство на въглища и стомана – т. нар. План „Шуман“, който лежи в основата на Европейската общност за въглища и стомана (ЕОВС).

На 9 май 1950 г. в реч, вдъхновена от Жан Моне, френският министър на външните работи Робер Шуман предлага Франция, ФРГ и останалите европейски държави, които желаят да се присъединят, да обединят ресурсите си от въглища и стомана.
Идеята на Жан Моне е проста – той скъсва със старите грандиозни представи за изграждане на обединена Европа изведнъж, по пътя на създаване на федерация. Жан Моне чертае друг път пред европейското обединение – то ще е еволюционно, ще започне от една сравнително малка, но твърде важна и с голямо психологическо значение област – въгледобивът и металургията, и, ако е успешно, ще се разширява постепенно.
Моне е баща на концепцията за интегриране „стъпка по стъпка“ на следвоенна Западна Европа. Вместо пълна и бърза интеграция, той предлага обединението на западноевропейските страни да започне с малки, скромни крачки, даващи реални резултати, които да доведат до солидарност и единодействие между страни – доскорошни врагове.
От 1952 до 1954 г. Моне е първи председател на Върховния орган на ЕОВС. През 1955 г. Моне учредява Акционен комитет за създаването на Съединени европейски щати.
Жан Моне е сред инициаторите на създадените през 1957 г. Евроатом и Европейска икономическа общност (ЕИО). През 1963 г. е сред първите европейци, удостоени с американския Президентски орден за свобода. През 1976 г. на срещата на върха на ЕИО в Люксембург е удостоен със званието „Почетен гражданин на Европа“.